# Stigmella eiffeli
Stigmella eiffeli (лат.) — вид молей-малюток рода Stigmella (Nepticulinae) из семейства Nepticulidae. Назван в честь французского инженера Гюстава Эйфеля.

## Распространение
Южная Америка: Перу, Анды (3600 м), Лима.

## Описание
Мелкие молевидные бабочки. Длина передних крыльев самцов около 3 мм, размах — до 6,4 мм. Основная окраска серовато-коричневая. Жгутик усика самцов состоит из 38 члеников серого цвета. Грудь, тегулы и передние крылья коричневато-кремовые с серовато-коричневыми чешуйками; нижняя часть передних крыльев серо-коричневая, без пятен; краевая бахрома палево-серая. Задние крылья палево-серые сверху и снизу, без пятен или отметин; краевая бахрома серая. Ноги тёмно-серые сверху и серые снизу. Брюшко серо-коричневое в верхней части, и серо-кремовое в нижней части; генитальная пластинки кремовые; анальные пучки волосков неотчётливые, коричнево-кремовые. Биология и самки неизвестны. Предположительно гусеницы развиваются на растениях рода триксис, так как полностью сформировавшаяся куколка со сходными мужскими гениталиями была обнаружена одним из исследователей (A. Diškus) на этих растениях в местечке Coroico (Боливия). Имаго появляются в марте. Вид включён в видовую группу Stigmella nivea species group. Вид был впервые описан в 2017 году литовскими энтомологами Арунасом Дискусом (Arūnas Diškus; Lithuanian University of Educational Sciences and Baltic-American Biotaxonomy Institute, Вильнюс, Литва) и Йонасом Стонисом (Jonas R. Stonis).

## Этимология
Видовое название S. eiffeli дано в честь французского инженера Гюстава Эйфеля, так как гнатос (часть гениталий самца) по форме напоминает Эйфелеву башню в Париже.